# يوجينيا ساكردوتي دي لوستيج
يوجينيا ساكردوت دي لوستيج (9 نوفمبر 1910 - 27 نوفمبر 2011) كانت طبيبة أرجنتينية من مواليد إيطاليا. كانت أول من اختبر لقاح شلل الأطفال في الأرجنتين. نشرت أكثر من 180 عملاً.

## النشأة والتعليم
وُلدت يوجينيا ساكردوت دي لوستج في تورين في 9 نوفمبر 1910.
في عام 1929، قررت يوجينيا ساكردوت دي لوستج دراسة الطب في إيطاليا، في وقت لم تكن فيه النساء يخترن هذه المهنة. جنبًا إلى جنب مع ابنة عمها الأولى ريتا ليفي مونتالسيني، كانت واحدة من أول أربع نساء لم يستطعن نسيان جنسهن حيث تم تعليمهن مع 500 رجل.

## المسار المهني
كانت حياتها المهنية صعبة. ومع ذلك، اختيرت أستاذاً مساعداً في علم الأنسجة في جامعة تورين من قبل الأستاذ جوزيبي ليفي. مع صعود الفاشية، فقدت وظيفتها لأنها كانت يهودية. ساعد أصحاب عمل زوجها العائلة في الهجرة إلى الأرجنتين في عام 1939 صحبة ابنتها. سمحت لها مؤهلاتها في الأرجنتين بالعمل في الأبحاث ولكن ليس التدريس. أصبحت رئيسة قسم علم الأنسجة في جامعة بوينس آيرس. قامت بزراعة الخلايا الحية في المختبر، وهي تقنية تسمح بدراسة أنواع مختلفة من الفيروسات والأورام.
عندما حدث وباء شلل الأطفال، أرسلت منظمة الصحة العالمية يوجينيا ساكردوت إلى الولايات المتحدة للتعرف على عمل الأستاذ جوناس سالك. عندما عادت إلى الأرجنتين، لقّحت نفسها في الأماكن العامة وفعلت الشيء نفسه مع أطفالها لإقناع السكان بفوائد لقاح شلل الأطفال.
منذ عام 1989، قامت بالتحقيق في دور الجذور الحرة والإجهاد التأكسدي في المرضى الأحياء المصابين بمرض ألزهايمر والخرف الوعائي ومرض باركنسون، مما أدى إلى توسيع المعرفة الأساسية للأمراض العصبية.
عملت يوجينيا ساكردوت باحثة في المجلس الوطني للبحوث العلمية والتقنية ورئيس علم الفيروسات في معهد مالبران. لأكثر من 40 عامًا، درست الخلايا السرطانية في معهد الأورام أنجيل هـ. روفو. واصلت العمل في المختبر حتى الثمانينيات من عمرها، وتوقفت عن ذلك عندما منعها العمى من العمل بدقة بالمجهر.
حصلت على جائزة جائزة برناردو هوساي لعام 2010 لعملها البحثي المتميز.
هناك أكثر من 180 من منشوراتها العلمية في سجلات معهد الأورام أنجيل هـ روفو ، ومعهد مالبران و CONICET.